# 第二次世界大戦下の日本
第二次世界大戦下の日本（だいにじせかいたいせんかのにほん）では、日本が第二次世界大戦において、1941年から1945年の間、枢軸国の一員として参戦した経緯について説明する。
第二次世界大戦と日中戦争は、大日本帝国の歴史における重要な時期を象徴しており、大規模な軍事作戦とアジア太平洋地域における地政学的な動きが特徴である。1930年代初頭から1945年にかけて、日本は拡張主義政策や攻撃的な軍事行動を採用し、中華民国への侵攻やフランス領インドシナの進駐を行った。
1941年、日本はアメリカ合衆国との関係改善を試み、特に石油貿易の再開を目指したが、拒絶された。同年12月8日（ハワイ時間12月7日）、日本はアメリカおよびイギリスの太平洋上の複数の拠点を攻撃した。太平洋戦争は第二次世界大戦の主要な戦線であり、日本の活動をさらに激化させ、太平洋および東南アジアにおける連合国との大規模な対立を引き起こした。開戦当初は日本が優勢であったが、1942年6月のミッドウェー海戦で大きな損失を被った。加えて、中国においても日本は大きな挫折に直面した。1945年8月6日と9日には、広島と長崎への原子爆弾投下が行われ、8日にはソビエト連邦が対日宣戦布告を行い、満洲を侵攻した。この一連の出来事が日本の降伏（8月15日）につながった。
戦争中、日本軍は中立国への宣戦布告なしの攻撃、民間人の虐殺や強姦、慰安婦の利用、化学兵器や生物兵器の使用および実験など、数多くの戦争犯罪を犯した。また、捕虜の虐待、処刑、人体実験も行った。

## 序章
大日本帝国は、日清戦争や日露戦争を経て、第一次世界大戦以前から台湾の植民地化や朝鮮の植民地化を通じて領土を拡大してきた。1931年、日本は満洲に侵攻し、占領して傀儡政権を樹立した。さらに、隣接する中国の熱河を1933年に占領し、1936年には内モンゴルにおいて同様の傀儡政権を樹立した。

## 日本の中国侵攻
日中戦争は、主に中華民国と大日本帝国の間で行われた軍事衝突である。この戦争は、第二次世界大戦における太平洋戦争の中国戦線を形成した。この戦争の始まりは、1937年7月7日の盧溝橋事件、すなわち北京における日本軍と中国軍の間の衝突が全面的な侵略に発展したことに起因するのが一般的である。この中国と大日本帝国による全面戦争は、アジアにおける第二次世界大戦の始まりと見なされることが多い（ただし、中国の教育部によれば、これは14年戦争の一段階に過ぎず、その始まりは1931年の満洲事変からであるとされる）。
日本は中国に対する軍事行動の一環として、1940年9月22日にフランス領インドシナに進駐した。同年9月27日には、ナチス・ドイツおよびイタリア王国と日独伊三国同盟を締結した。アメリカ合衆国および第二次世界大戦におけるその他の西側連合国との戦争は、1941年12月8日（ハワイ時間12月7日）の真珠湾攻撃によって始まった。真珠湾攻撃の後、約7時間の間に日本軍はフィリピン、グアム、ウェーク島、オランダ領東インド、タイ、およびイギリス領ボルネオ、マレー半島、香港への攻撃を同時に行った。  
この攻勢の戦略的目的は、アメリカ太平洋艦隊を壊滅させること、オランダ領東インドの油田を占領すること、そして東アジアにおける影響圏を維持することであった。また、新たに獲得した領土周辺に強固な防衛線を構築し、大日本帝国の外縁を拡大することも目的であった。  
中国はソ連のソ連空軍志願隊およびアメリカのフライング・タイガース（アメリカ義勇航空隊）からの支援を受けて日本と戦った。1941年のマレー作戦や真珠湾攻撃を経て、この戦争は他の紛争と結びつき、結果的に第二次世界大戦の一部である主要戦域、すなわち中国緬甸印度戦域（CBI戦域）として一般的に分類されることとなった。一部の学者は、第二次世界大戦のヨーロッパ戦域と太平洋戦争をまったく別個の、しかし同時に進行した戦争と見なしている。一方で、1937年に本格化した日中戦争を第二次世界大戦の始まりと考える学者も存在する。  
日中戦争は20世紀におけるアジア最大の戦争であった。この戦争は、太平洋戦争における第二次世界大戦の犠牲者数の大部分を占めており、戦争関連の暴力、飢饉、その他の原因で1,000万から2,500万人の中国民間人と、400万人以上の中国および日本の軍事関係者が行方不明もしくは死亡したとされている。この戦争は「アジアのホロコースト」とも呼ばれている。

## 日本の指導者による意思決定過程

1939年のアジア太平洋地域の政治地図

日本がアメリカ合衆国を攻撃するという決定は、現在でも議論が続いている。日本国内の研究者たちは、日本とアメリカの間で戦争が起これば最終的に敗北する運命にあると予測していた。また、中国との戦争による負担で日本の経済はすでに厳しい状況に置かれていた。しかしながら、アメリカは日本に対し石油禁輸措置を実施し、中国からの無条件撤退や太平洋諸国との不可侵条約締結を要求し、これを日本は受け入れ難いものと見なした。  
石油禁輸によりエネルギー供給が逼迫する中で、日本政府は軍部が主導する計画を実行する決定を下した。この計画は、永野修身と山本五十六を中心とした海軍の指導によるものであり、ハワイのアメリカ海軍基地を攻撃することでアメリカを戦争に引き込み、連合国側と戦う準備を整えることを目的としていた。
1941年9月6日、第3次近衛内閣（近衛文麿）は大本営が作成した戦争計画を検討するため会議を開き、以下の方針を決定した。  
我が帝国は、自衛及び自存のために戦争準備を完了し、必要であれば米英蘭三国と戦争を行う決意を固める。同時に可能な限りの外交措置を講じて目的達成に努める。もし10月上旬までに外交交渉で目途が立たない場合、直ちに戦争を開始する決定を下す。
山本五十六は、真珠湾攻撃の主要設計者であったが、アメリカとの戦争について深い懸念を抱いていた。山本は若いころ、ハーバード大学（1919年から1921年）で語学留学を行い、その後ワシントンの駐在武官補佐官として勤務した経験があった。アメリカとの戦争のリスクを十分に認識していた山本は、こう語ったとされている。「われわれは6ヶ月、せいぜい1年は暴れ回れるかもしれない。しかし、その後については全く自身がない」。

## 戦争の起因

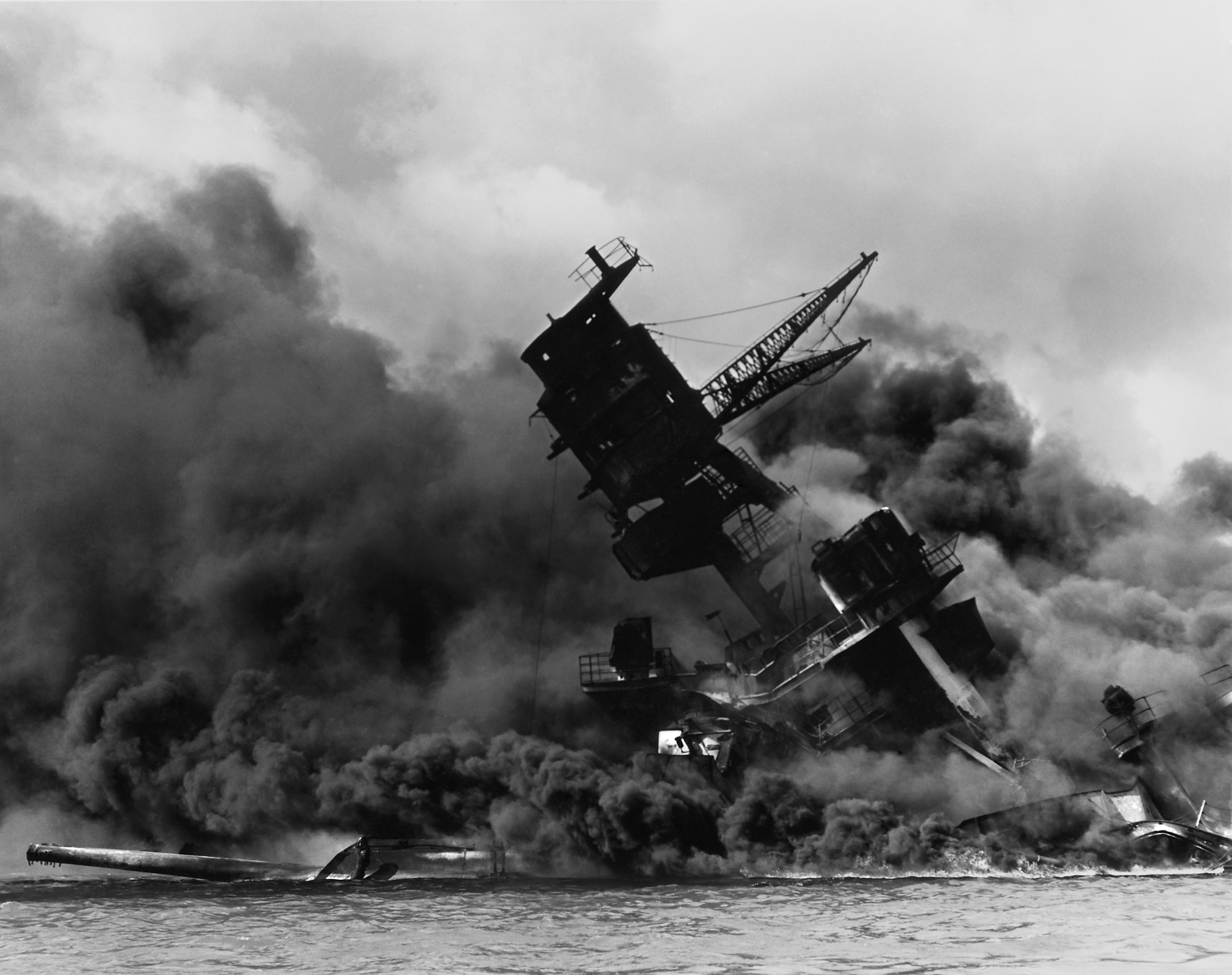
1941年12月8日（ハワイ時間12月7日）、真珠湾攻撃で日本軍の奇襲を受け、アメリカ太平洋艦隊の一部だった戦艦アリゾナが大破喪失した。

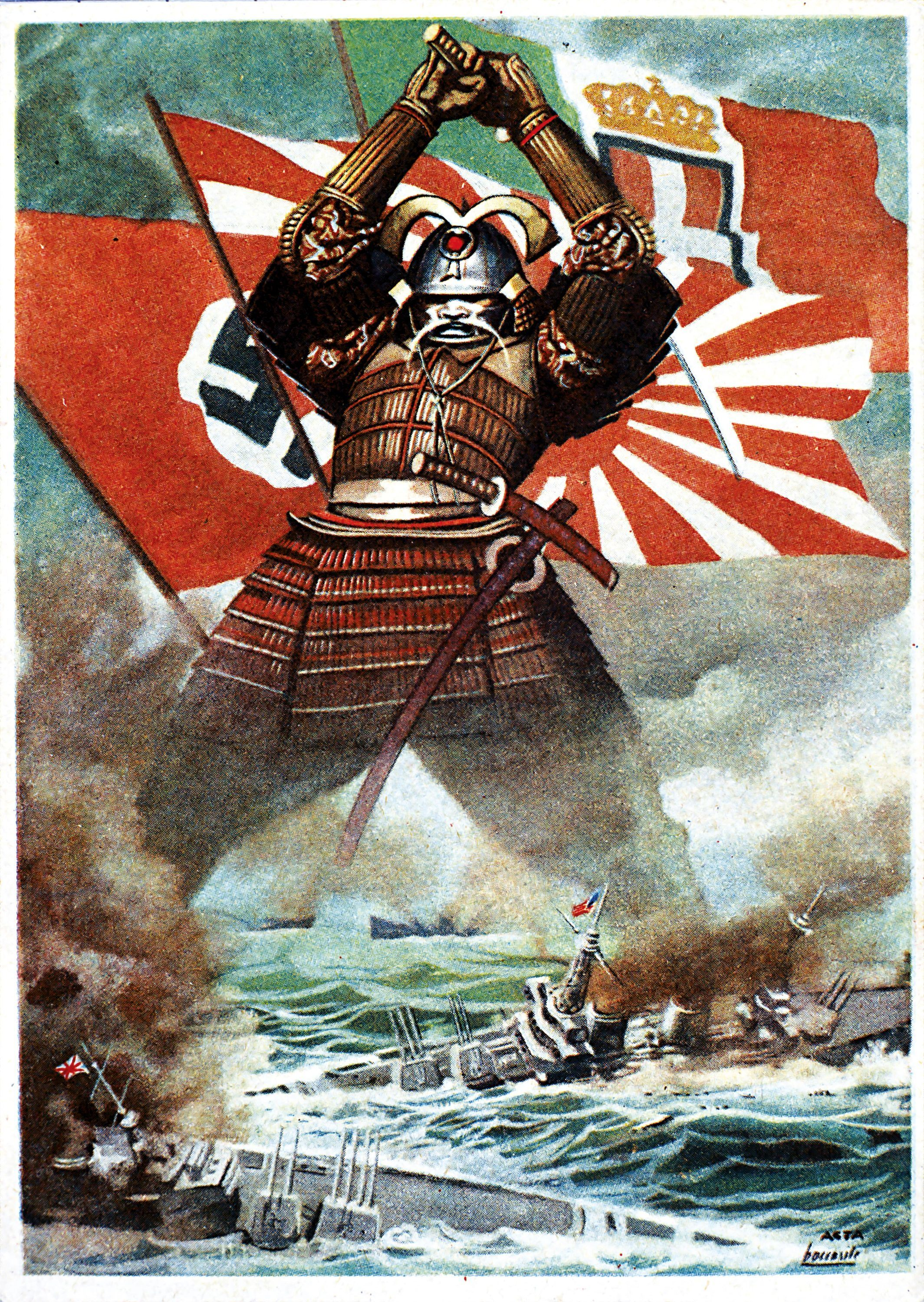
プロパガンダのイラスト

1941年初頭より、アメリカと日本は関係改善と中国での戦争の終結を図るための交渉を行っていた。しかし、これらの交渉において日本が提示した多くの提案は、アメリカ側から不十分であるとして却下された。同時に、アメリカ、イギリス帝国、オランダは、日本によるいずれかへの攻撃を想定し、共同防衛に関する秘密協議を行っていた。さらに、アメリカ大統領のルーズベルトはフィリピン（1946年に独立予定のアメリカ保護領）を増強するとともに、日本が「隣接諸国」を攻撃した場合にはアメリカが報復することを警告した。
交渉の停滞と、アメリカ・イギリス・オランダによる対日制裁の圧力に苛立った日本は、戦争準備を進めた。1941年11月20日、東條英機を首班とする新内閣が暫定提案を最終案として提示した。この提案では、アメリカが中国への援助を停止し、日本に対する石油やその他資源の禁輸を解除することを求める一方で、日本はフランス領インドシナ南部からの撤退と東南アジアへの攻撃停止を約束した。これに対しアメリカが11月26日に提示した案では、日本が条件なしで中国全土から撤退し、すべての太平洋諸国と不可侵条約を締結することを求めた。これにより、日本は中国での野望を放棄するか、オランダ領東インドの資源を武力で奪取するかの選択を迫られた。日本軍は前者を選択肢として考えず、多くの軍関係者は石油禁輸を暗黙の宣戦布告と見なしていた。
日本は、アジアの欧州植民地を急速に占領し、中央太平洋へ広がる広大な防衛線を構築する計画を立てた。この計画の下で、日本は東南アジアの資源を活用しつつ、防御的戦争を行い、過度に広がった連合国を消耗させることを目指した。防衛線を確保する一方で、アメリカの介入を防ぐため、アメリカ太平洋艦隊およびフィリピンにおけるアメリカ軍の拠点を戦争開始時に無力化する計画も立てられた。

## 日本の攻勢（1941年-1942年）

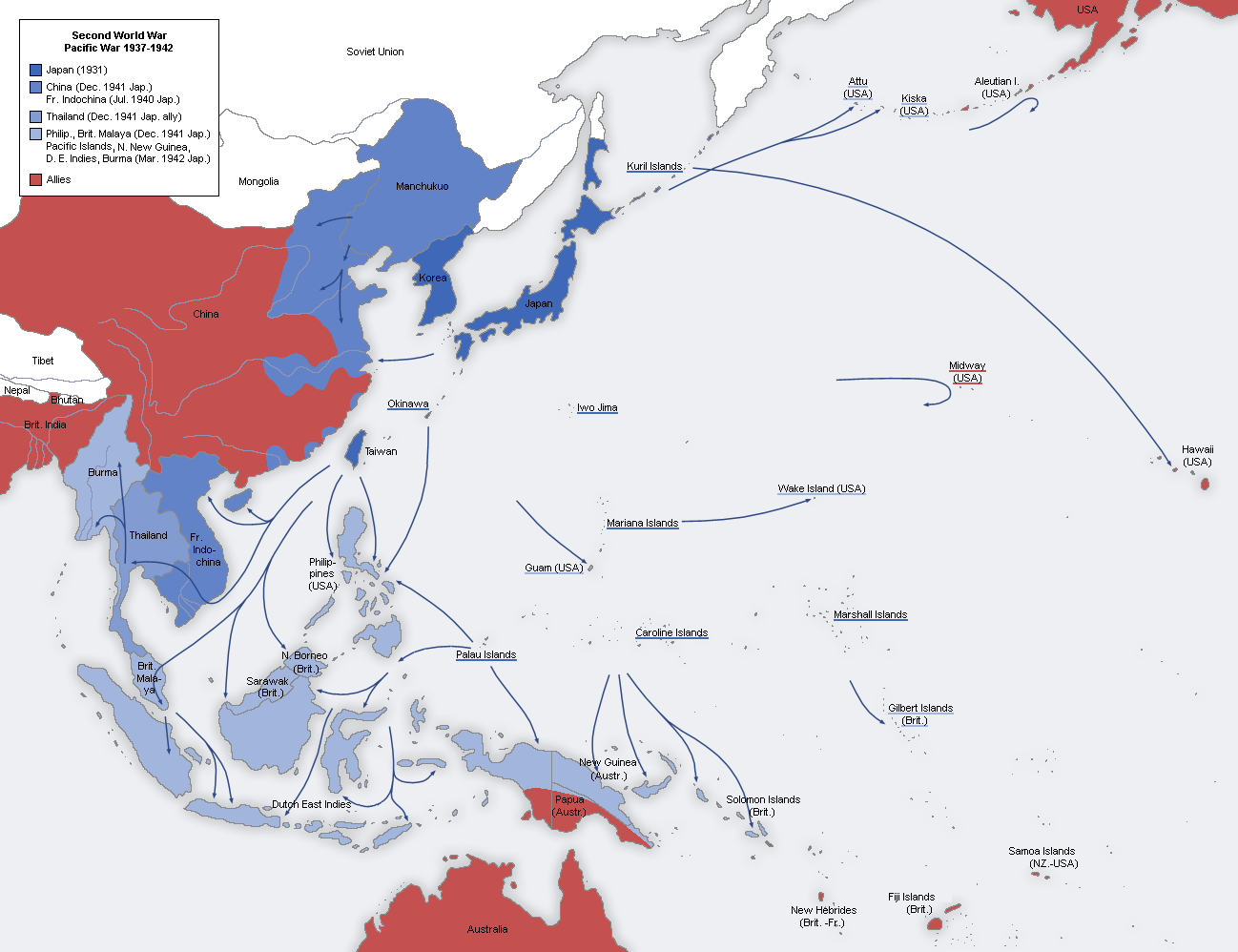
1937年から1942年にかけての日本軍の進撃を示す地図

1941年12月8日（ハワイ時間12月7日）、日本は東南アジアおよび中央太平洋におけるイギリスおよびアメリカの領土に対し、ほぼ同時に攻撃を開始した。攻撃には、真珠湾攻撃、フィリピンの戦い、グアムの戦い、ウェーク島の戦い、マレー作戦、日本軍のタイ進駐、および香港の戦いなどが含まれていた。
大日本帝国海軍は1941年12月8日（ハワイ時間12月7日）、ハワイ準州オアフ島の真珠湾を奇襲した。この攻撃により、アメリカ海軍の太平洋艦隊およびその防衛にあたる陸軍航空隊と海兵隊航空隊が甚大な損害を受けた。この攻撃の主目的は、アメリカを一時的に無力化させることで、日本が計画していた東南アジア帝国および防衛圏を確立する時間を稼ぐことであった。しかし、山本五十六が懸念していた通り、この攻撃はアメリカ海軍に大きな長期的損害を与えることはできなかった。特に、太平洋艦隊の航空母艦3隻は出航中で、破壊されれば艦隊を壊滅させる可能性があった重要な海岸施設も攻撃対象から外されていた。この攻撃のさらなる重大な結果として、アメリカ国民はこの出来事を野蛮で裏切り行為とみなし、日本に対して団結して反発するようになった。
日本軍のタイ侵攻は、タイが日本と同盟を結ぶ決断につながった。また、他の地域への攻撃により、アメリカ合衆国の対日宣戦布告、イギリスの対日宣戦布告、中国、オーストラリア、そして他のいくつかの国が日本に対して正式に宣戦布告した。一方、ソビエト連邦はヨーロッパでの枢軸国との大規模な戦闘に深く関与していたため、日本との中立協定を維持した。また、ドイツと他の枢軸国は日本との連帯を示し、アメリカに宣戦布告した。これは、当時のアメリカのドイツ艦船への攻撃命令を正当化の理由とした。
こうしてアメリカは第二次世界大戦のヨーロッパ戦域と太平洋戦争に全面的に参戦することとなった。1941年12月の真珠湾攻撃後、日本は英領香港、タイ、イギリス領マラヤ、オランダ領東インド、グアム、ウェーク島、ギルバート諸島、ボルネオ、およびフィリピンなど、連合国軍に対して同時攻撃を開始した。
1942年までに日本は、オランダ領東インド、ニューギニア島、シンガポール、ビルマ（雲南省、インド含む）、ソロモン諸島、ティモール島、アリューシャン列島、クリスマス島、およびアンダマン諸島など、多方面で攻勢を展開した。
第二次世界大戦が本格化する中で、日本は生物兵器の使用に高い関心を示していた。日本軍はペスト菌を含んだノミを詰めた陶器爆弾を中国の寧波への空挺爆撃で使用し、この攻撃は戦後数年にわたり数千人の死者をもたらした。さらに、コレラや腸チフスの発生を調査するため、1,000以上の中国の村の井戸を毒して感染実験を行った。

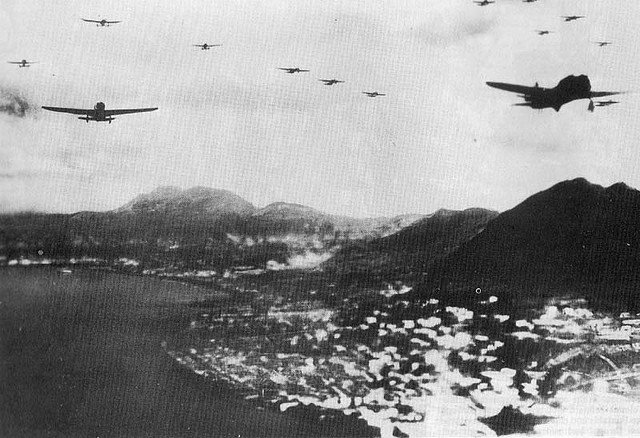
1941年12月8日、日本軍の空襲を受けるイギリス領香港市街地
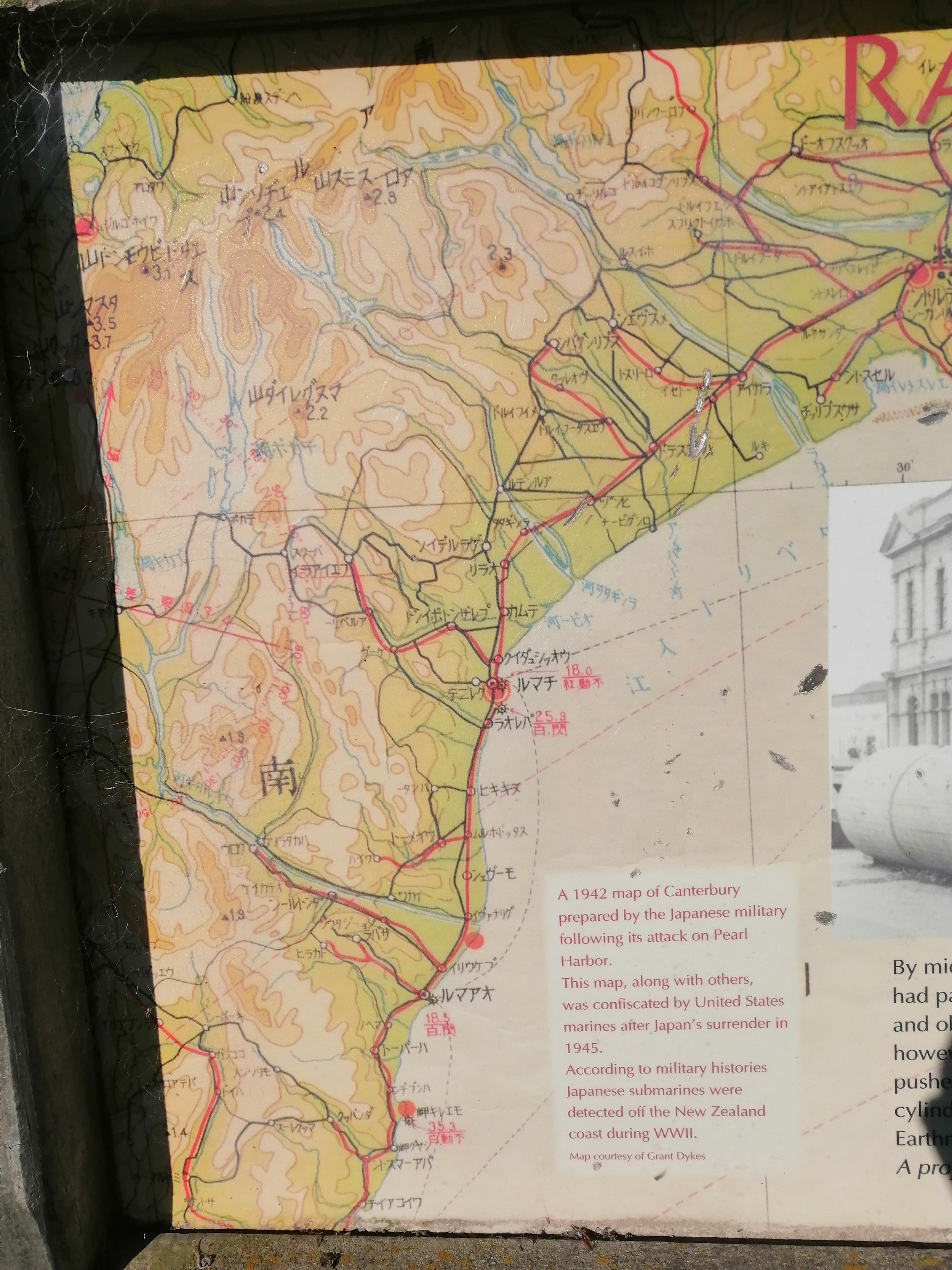
真珠湾攻撃後、日本軍が作成したニュージーランド・カンタベリーの地図

### 東南アジア

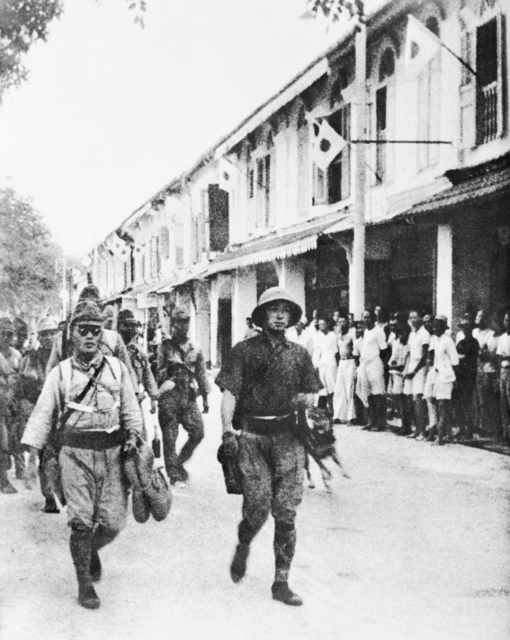
1942年1月14日、ボルネオのラブアンを行進する日本軍兵士

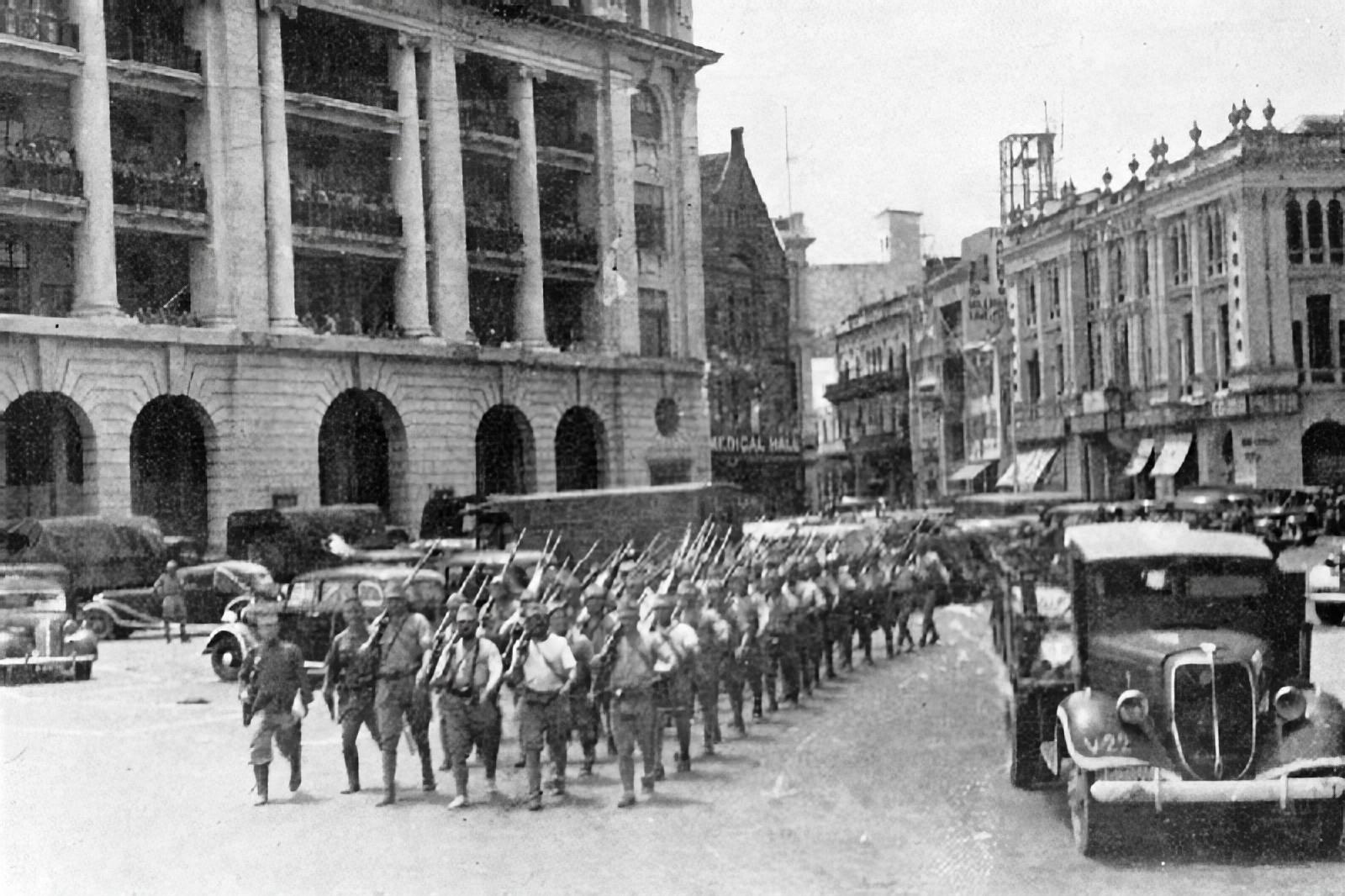
シンガポールの戦いにおいて市中心部を行進する日本軍兵士（写真:帝国戦争博物館、1942年2月）

東南アジアでの戦いに先立ち、大日本帝国は地域で数年にわたる宣伝活動および諜報活動を展開していた。日本は、大東亜共栄圏の構想と「アジアはアジア人のために」という理念を東南アジアの人々に訴えた。この地域の人々は長年、欧州列強の植民地支配の下で生活してきたため、インドネシアをはじめとする一部の植民地住民は、反植民主義の理由から侵攻してきた日本軍に同調する者もいた。しかし、華僑は自国の日本占領の影響を目の当たりにしていたため、日本に同調することはなかった。
香港は1941年12月25日に日本軍に降伏した。また、マレー作戦では、日本軍はイギリス軍、インド軍、第二次オーストラリア帝国軍、およびマレー軍で構成された連合国軍を圧倒した。日本軍は迅速にマレー半島を南下し、連合国軍を退却させながらシンガポールへ追い詰めた。連合国軍は航空支援や戦車を欠いており、航空制空権は日本軍が握っていた。さらに、1941年12月10日のプリンス・オブ・ウェールズとレパルスの撃沈により、マレー半島東海岸が日本軍の上陸にさらされ、イギリスの海軍力が壊滅した。1942年1月末には、連合国軍最後の部隊がジョホール海峡を越えてシンガポールに撤退した。  
一方、フィリピンでは、日本軍はフィリピン人およびアメリカ人の連合国軍をバターン半島、次いでコレヒドール島へと押し込んだ。1942年1月には、ダグラス・マッカーサーとフィリピン大統領のマニュエル・ケソンは日本軍の進攻に対抗できず、フィリピンからの脱出を強いられた。この出来事はアメリカにとって最悪の敗北の一つであり、70,000人以上のアメリカ人およびフィリピン人捕虜が日本軍の管理下に置かれることとなった。
1942年2月15日、圧倒的な日本軍の戦力と包囲戦術により、シンガポールは陥落した。これにより、歴史上最大規模のイギリス軍主導の軍事降伏が発生し、約80,000人のインド人、オーストラリア人、イギリス軍の兵士が捕虜となった。これに加え、マレー作戦（現在のマレーシア）で捕虜となった50,000人がこれに加わった。これらの捕虜の多くは、その後タイ・ビルマ鉄道の建設などに強制労働として従事させられ、この鉄道は戦場にかける橋で知られる悪名高い現場となった。シンガポールやイギリス領マラヤ侵攻の直後、日本軍は華僑の虐殺（粛清作戦）を実行した。  
その後、日本軍は旧オランダ領東インドの主要な石油生産地であるボルネオ、中部ジャワ、マラン、チェプ、スマトラ、およびオランダ領ニューギニアを占領し、オランダ軍を破った。しかし、連合国による破壊工作の影響で、日本軍が戦前の石油生産量に回復させるのは困難であった。その後、日本軍はガダルカナル島を含む太平洋の重要な島々を占領し、補給線の強化を図った。

## 戦局の転換期（1942年-1945年）

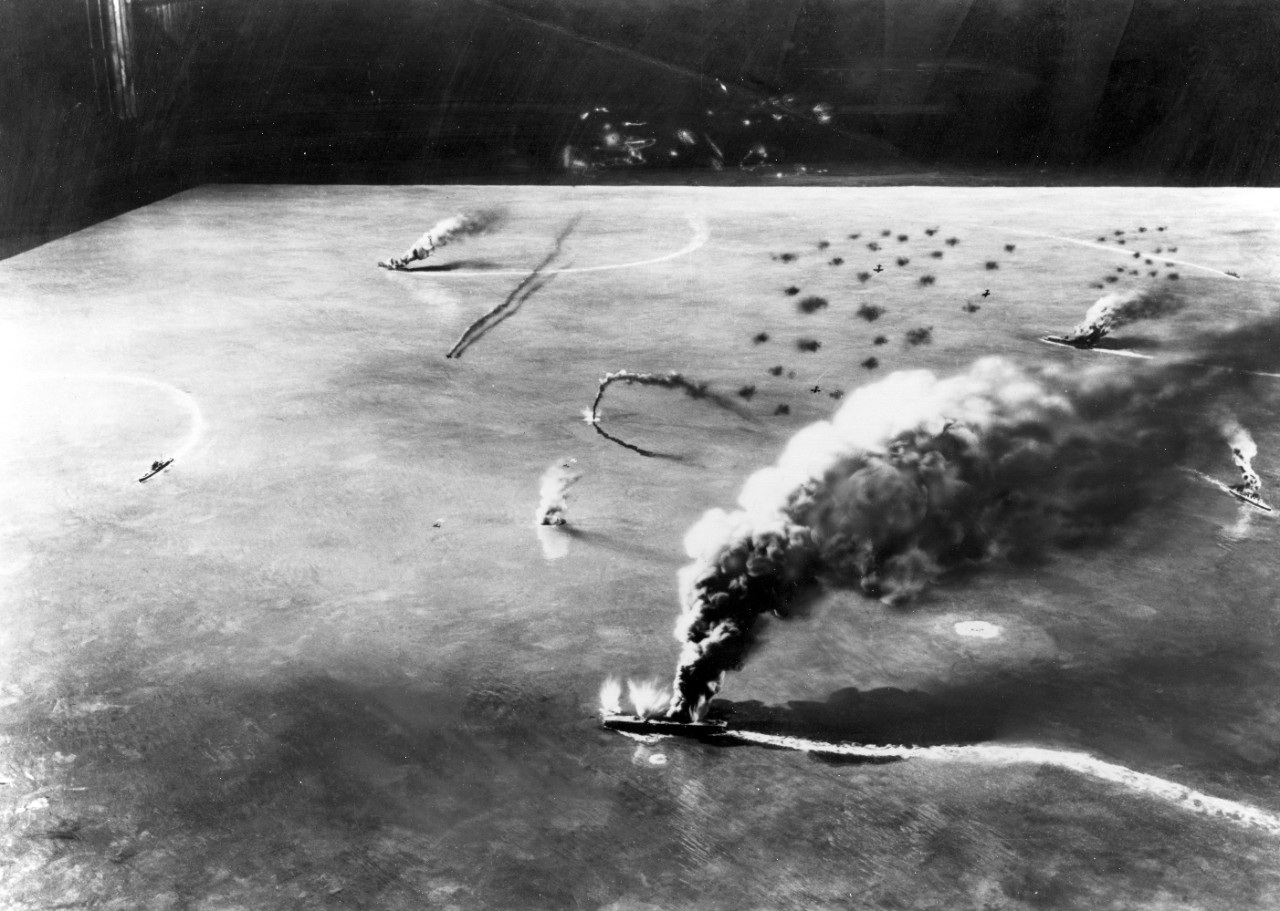
ミッドウェー海戦。1942年6月5日（ハワイ時間6月4日）、アメリカの空母ヨークタウンおよびエンタープライズから発進した急降下爆撃機が、日本の空母蒼龍、赤城、加賀を攻撃した。

日本の軍事戦略家たちは、大日本帝国の工業力とアメリカの工業力との間に存在する不利な差異を鋭く認識していた。このため、彼らは真珠湾攻撃で得た戦略的優位を追加の迅速な勝利で拡大する必要が成功の鍵だと考えていた。日本の指導者たちは、アメリカの太平洋艦隊を決定的に破壊し、その遠隔地の拠点を征服することだけが、大日本帝国がアメリカの圧倒的な工業力に押しつぶされるのを防ぐと信じていた。1942年4月、日本初の本土空襲であるドーリットル空襲が実施された。同年5月の珊瑚海海戦では、数的には優勢だったにもかかわらず、連合国を決定的に敗北させることができず、大日本帝国にとって戦略的敗北となった。この挫折に続き、6月のミッドウェー海戦では4隻の主力空母を喪失するという壊滅的な敗北を喫した。これは大日本帝国海軍にとって初の決定的敗北であり、戦争の転換点となった。この敗北により、大日本帝国海軍は戦略的攻勢か能力を失い、「多数の空母と熟練した航空部隊という『臨界質量』」を再構築することができなくなった。  
1942年9月、第二次オーストラリア帝国軍はラビの戦いで海軍陸戦隊を撃破し、太平戦争で日本が初めて陸上での敗北を喫した。この後、同年9月のガダルカナル島の戦いと1943年のニューギニアでの連合国軍の勝利により、大日本帝国は以後の戦争期間を通じて防御に回ることとなった。特にガダルカナルでは、すでに限られていた日本の石油供給がさらに消耗された。  
1943年から1944年にかけて、アメリカ合衆国の工業力と膨大な天然資源を背景に、連合国軍は着実に日本本土へ向けて進軍した。ダグラス・マッカーサーが率いる第6軍は、1944年10月20日にレイテ島に上陸した。その後数カ月間にわたるフィリピンの戦いでは、アメリカ軍と現地のゲリラ部隊が協力してフィリピンを解放した。  
1944年までに、連合国軍は水陸両用作戦と爆撃により、日本の多くの戦略拠点を奪取または無力化した。これに加え、連合国軍潜水艦による日本の輸送ルートへの損害が、日本の経済を締めつけ、軍隊への補給能力を損なっていった。1945年初頭までに、アメリカ海兵隊は硫黄島の戦いなどの激戦を経て小笠原諸島を制圧し、日本本土の島々崩壊の始まりとなった。

### 日本への空襲

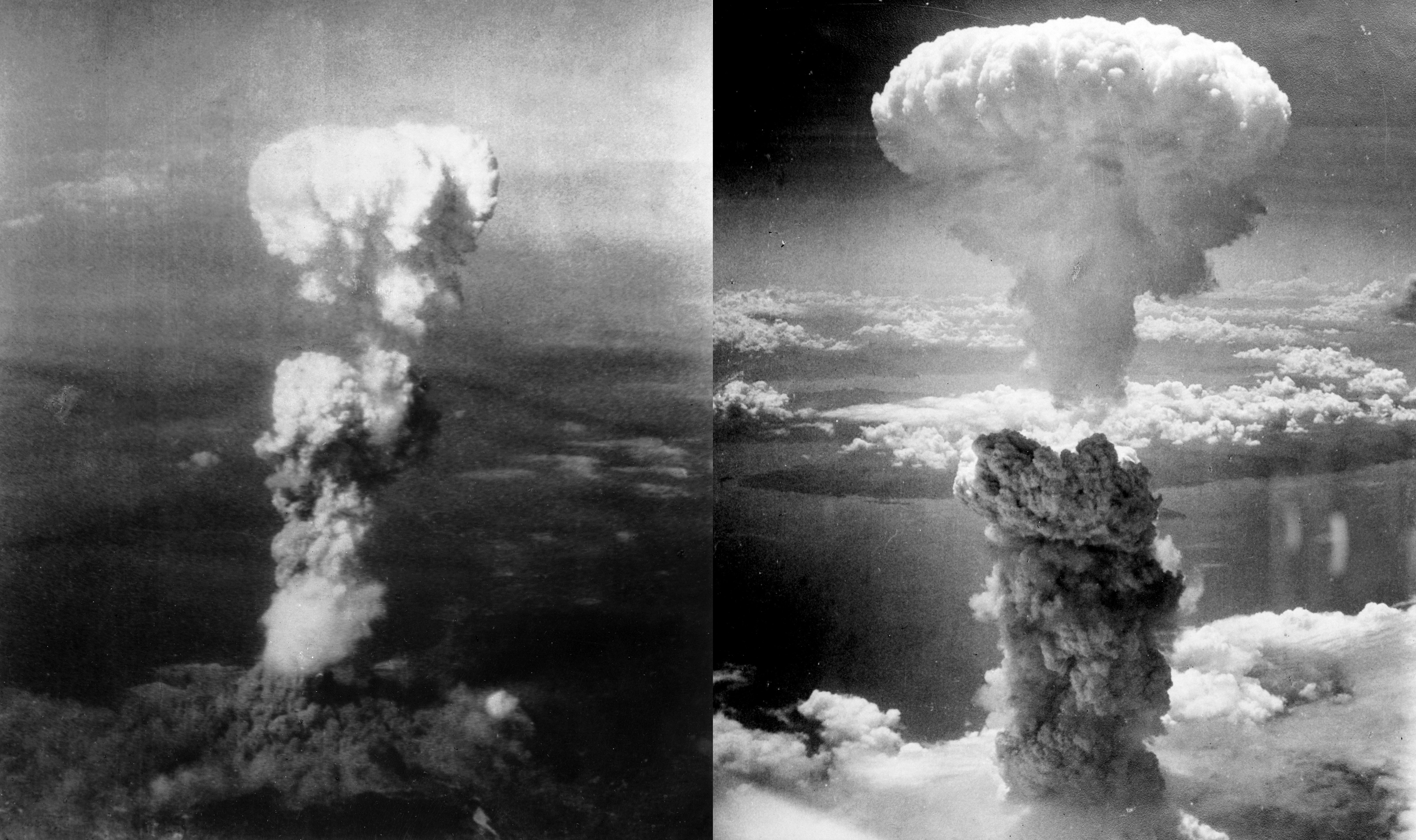
1945年8月6日と9日、日本への原子爆弾投下が行われた。

1944年夏にサイパン島およびグアム島の飛行場を確保した後、アメリカ陸軍航空軍は日本に対する激しい戦略爆撃を開始した。アメリカ軍は焼夷弾を用いて日本の都市を炎上させ、日本の工業力を壊滅させ、さらに士気を打ち砕くことを狙った。1945年3月9日から10日の夜に東京で行われた東京大空襲では、約10万人の民間人が死亡した。その他の日本の66都市で行われた焼夷弾による爆撃では、約35万人から50万人の民間人が犠牲となった。  
これらの空襲と並行して、アメリカ軍は飢餓作戦により日本沿岸での海上輸送を大規模な機雷敷設で妨害した。しかし、これらの攻撃は日本軍を降伏に追い込むには至らなかった。  
1945年8月6日と9日、アメリカ合衆国は広島市と長崎市に原子爆弾を投下した。この原子爆弾による攻撃は、戦争において他国に対して使用された唯一の事例である。この2度の爆撃により、直後に約12万人から14万人が死亡し、その後数週間から数カ月、さらには数年にわたり放射線被曝の影響でさらに多くの人が犠牲となった。1945年末までに、広島では約14万人、長崎では約7万人が死亡したと推定されている。

### ソ連の参戦
日ソ中立条約にもかかわらず、1945年2月のヤルタ会談において、アメリカ大統領のフランクリン・ルーズベルト、イギリス首相のウィンストン・チャーチル、ソ連首相のヨシフ・スターリンは、ヨーロッパでのドイツ敗北後3カ月以内にソ連が日本への参戦を行うことに合意した。このソ連対日参戦により、日本の満洲占領が崩壊し、南樺太の占領や日本本土へのソ連侵攻の差し迫った脅威が生まれた。これが日本の降伏決定において、アメリカに降伏してある程度の保護を得ようとする内部勢力にとって重要な要因となった。同様に、ヨーロッパでの連合国の勝利がドイツの分割や冷戦へとつながる中、アメリカが原子爆弾の使用をソ連に示すことで戦争終結を早める意図もあったとされる。これは、ソ連の圧倒的な軍事力を背景にしたヨーロッパでの影響力拡大を牽制するための動機であったと考えられている。

## 日本の降伏と占領（1945年-1952年）

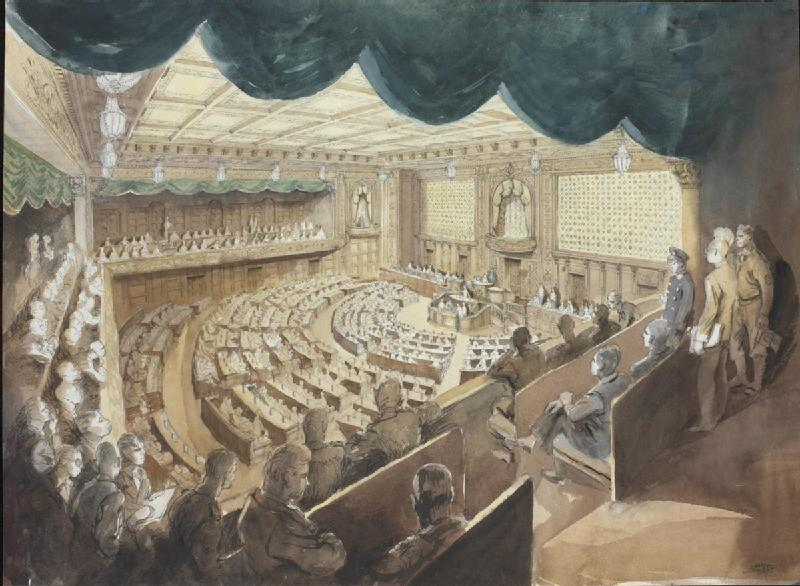
1945年11月1日、帝国議会での演説を描いた絵画。手前のバルコニーの後方に数名の連合国兵士が議事を見守る姿が描かれている。

日本の首相である鈴木貫太郎の政府下でポツダム宣言を黙殺した後、広島と長崎への原子爆弾投下およびソ連対日参戦を受けて、大日本帝国は降伏し、第二次世界大戦は終結した。1945年8月15日、昭和天皇は玉音放送で国民に降伏を発表した。戦後、連合国は連合国軍最高司令官総司令部（GHQ/SCAP）を設置し、主にアメリカ合衆国の陸軍元帥であるダグラス・マッカーサーを中心に日本の占領を実施した。GHQは日本国憲法の制定や日本の非軍事化を推進した。GHQによる占領は、政治的および経済的援助とともに1950年代まで続いた。占領政府に従事したアメリカの法律家は、現行の日本国憲法を起草し、これは大日本帝国憲法に代わるものであった。その内容には、議会中心の政治体制、天皇の象徴的な地位、戦争放棄などの規定した。新憲法は1947年5月3日に施行されて以降改正されていないが、特に「戦争を国家の主権たる権利とし、また交戦権を認めない」とし、戦力の保持を放棄した憲法第9条の改正に関する提案がなされている。
ダグラス・マッカーサーは、大韓民国での朝鮮戦争にアメリカ軍を派遣する際、新たに設立された日本政府と戦後日本について以下のように賞賛した。

日本国民は、戦後、近代史上最大の改革を遂げた。称賛に値する意欲、学習への熱意、高い理解力をもって、戦争の爪痕から日本における個人の自由と尊厳を最優先する建造物を築き上げた。その過程で、政治的道徳、経済的自由、社会的正義を推進する真に代表的な政府が創造された。政治、経済、社会の面で、日本は今や地球上の多くの自由な国々と肩を並べ、普遍的な信頼を裏切ることは二度とないだろう…。私は占領部隊の4個師団全てを日本における権力空白の影響を懸念することなく朝鮮戦線に派遣したが、その結果は私の信頼を完全に裏付けた。私は、将来の建設的な人類の進歩に対する希望をこれほど高く抱ける国を知らない。
しかし、歴史家のジョン・W・ダワーは、占領による軍国主義者および超国家主義者の粛清について以下の見解を述べている。

振り返ると、軍の高級将校を除けば、占領下で実施されたとされる軍国主義者および超国家主義者の粛清は、公共および民間部門における影響力のある人々の長期的な構成にほとんど影響を与えなかった。粛清は政治界に新しい血をもたらしたが、1950年代初頭には膨大な数の元粛清対象者である保守派政治家たちが国政および地方政治に復帰した。官僚制度においても、当初から粛清の影響はごくわずかであった。経済分野においても同様に影響は軽微であり、約400社の中で粛清の対象となったのはわずか1600人未満であった。どこを見ても、戦後日本の権力の中枢は戦中に才能を認められた人々で溢れており、その才能は「新しい」日本でも高く評価されていた。

GHQによる占領は、1952年4月28日に発効したサンフランシスコ平和条約の締結をもって終了した。占領終了後も、日米安全保障条約に基づき在日米軍は引き続き日本に駐留した。1954年7月1日には自衛隊が発足し、事実上日本は戦後に再軍備を果たした。

## 戦後

### 海外からの日本人の帰還

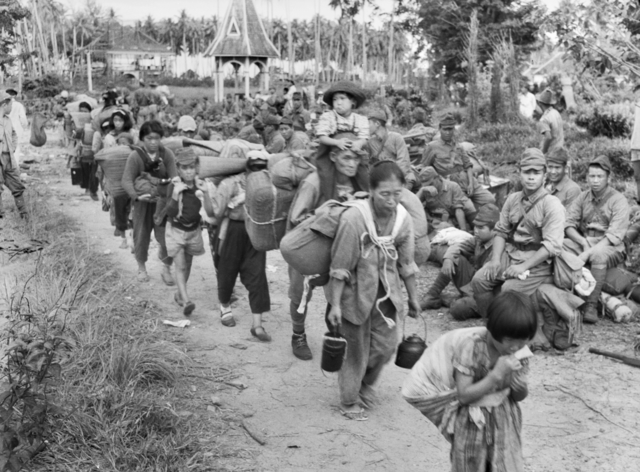
民間人と兵士が、降伏後に第二次オーストラリア帝国軍によりタワウ（イギリス領北ボルネオ）からジェッセルトン（現在のコタキナバル）へ移送される様子

日本の植民地時代における海外領土への移住は重要な規模で進行していた。主に朝鮮、台湾、満洲国、および南樺太への移住が含まれる。アメリカ大陸への移住者とは異なり、これらの植民地への移住者は到着時に社会的地位が低くなるのではなく、むしろ高い地位を占めた。
1938年当時、台湾には309,000人の日本人が居住していた。第二次世界大戦終結時には、朝鮮には85万人以上、中国には200万人以上の日本人が住んでいた。そのうち多くは満洲国の農民で、500万人もの日本人が入植する計画があった。
1939年12月時点の南洋諸島の総人口は129,104人で、そのうち77,257人が日本人であった。1941年12月までに、サイパン島には30,000人以上が居住し、そのうち25,000人が日本人であった。また、1945年8月初頭にソ連の攻勢が始まると、南樺太には40万人以上が居住しており、その多くが日本人または樺太朝鮮人であった。さらに、千島列島を失った際には南部の島々から17,000人の日本人が追放された。
第二次世界大戦後、これらの海外在住の日本人の大部分が海外引揚により日本へ帰国した。連合国は、アジア各地の植民地から600万人以上の日本人を本国送還した。一方で、一部は不本意に海外に残留した例もあり、特に中国残留孤児やソ連に捕虜として連行されシベリアで労働を強いられた兵士が挙げられる。

## 戦争犯罪
極東国際軍事裁判およびアジア各地の連合国軍裁判において、多くの日本の政治・軍事指導者が戦争犯罪で有罪判決を受けた。しかし、昭和天皇をはじめとする皇族は、ダグラス・マッカーサーの指示により刑事訴追から除外された。日本軍は、第二次世界大戦の前後にわたり、民間人や軍関係者に対して多くの残虐行為を行った。1941年12月7日の真珠湾攻撃は、宣戦布告や警告なしに中立国を攻撃し、2,403人の軍人および民間人を殺害、1,247人を負傷させた。
また、日本軍は、大規模な虐殺、強姦、略奪を行い、特に粛清作戦や南京事件が有名である。さらに、約20万人の慰安婦が日本軍に奉仕することを強いられたとされる。
大日本帝国陸軍はまた、連合国軍の軍関係者および捕虜に対する処刑や厳しい扱いを行った。加えて、731部隊は捕虜や民間人に対して生物兵器の実験を行い、化学兵器および生物兵器の使用が昭和天皇自身によって承認されていた。2002年の「細菌戦犯罪に関する国際シンポジウム」によれば、日本軍が東アジアで行った細菌戦および人体実験による死者数は約58万人と推定されている。731部隊のメンバー、特に石井四郎などは、人体実験に基づく免責を提供する見返りに、マッカーサーから免責を与えられた。この取引は1948年に成立した。
日本軍は化学戦も頻繁に展開し、特に「劣等」とみなされたアジア人に対して使用された一方、西洋諸国に対しては報復の恐れから使用しなかった。たとえば、昭和天皇は、1938年8月から10月にかけての武漢作戦において、毒ガスを375回使用することを承認していた。

### 一般および引用された情報源
- Dower, John W. (1986). War Without Mercy: Race and Power in the Pacific War. New York: Pantheon Books. ISBN 978-0-394-50030-0
- Dunn, Dennis J. (1998). Caught Between Roosevelt & Stalin: America's Ambassadors to Moscow. Lexington, KY: University Press of Kentucky. ISBN 978-0-8131-2023-2
- Hsiung, James Chieh; Levine, Steven I., eds. (1992), China's Bitter Victory: The War with Japan, 1937–1945, Armonk, NY: M.E. Sharpe, ISBN 0-87332-708-X
- Jansen, Marius; John Whitney Hall; Madoka Kanai; Denis Twitchett (1989). The Cambridge History of Japan. Cambridge: Cambridge University Press. ISBN 0-521-22352-0
- Jansen, Marius B. (2000). The Making of Modern Japan. Cambridge, Mass: Harvard University Press. ISBN 0-674-00334-9. OCLC 44090600
- Lightbody, Bradley (2004). The Second World War: Ambitions to Nemesis. London & New York: Routledge. ISBN 978-0-415-22404-8
- May, Ernest R. (1955). “The United States, the Soviet Union, and the Far Eastern War, 1941–1945”. Pacific Historical Review 24 (2):  153–174. doi:10.2307/3634575. JSTOR 3634575.
- Painter, David S. (2012). “Oil and the American Century”. The Journal of American History 99 (1):  24–39. doi:10.1093/jahist/jas073.
- Weinberg, Gerhard L. (2005). A World at Arms: A Global History of World War II (2nd ed.). Cambridge: Cambridge University Press. ISBN 978-0-521-85316-3 Comprehensive overview with emphasis on diplomacy
- Wohlstetter, Roberta (1962). Pearl Harbor: Warning and Decision. Palo Alto, Cal.: Stanford University Press. ISBN 978-0-8047-0597-4
- Wood, James B. (2007). Japanese Military Strategy in the Pacific War: Was Defeat Inevitable?. Lanham, M: Rowman & Littlefield. ISBN 978-0-7425-5339-2

## さらなる読書
- Cockburn, Andrew, "Big Six v. Little Boy" (review of Evan Thomas, Road to Surrender: Three Men and the Countdown to the End of World War Two, Elliot & Thompson, 2023, 296 pp., ISBN 978 1 78396 729 2)ロンドン・レビュー・オブ・ブックス第45巻、第22号（2023年11月16日）、9-12ページ。

1947年、ヘンリー・スティムソンはマクジョージ・バンディが執筆した記事の中で、広島と長崎への原爆投下以外に選択肢はなかったと主張した。彼は、日本への侵攻が「アメリカ軍に100万人以上の犠牲者をもたらしたかもしれない」と述べた。しかし、1946年の米国戦略爆撃調査団は、従来の爆撃による経済破壊と包括的な封鎖の結果、「おそらく1945年11月1日以前に、原子爆弾が投下されていなくても日本は降伏していただろう」と結論付けた（9ページ）。カーティス・ルメイのB-29による爆撃は、すでに60以上の日本の都市を壊滅させていた（9-10ページ）。  
コックバーンは次のように書いている。「しかし、このフォークロアは生き続けている。オハイオ州デイトンにあるアメリカ空軍の博物館の展示物の中にはボックスカー（長崎に原爆を投下したB-29）がある。それは『第二次世界大戦を終わらせた航空機』として誇らしげに紹介されている」（12ページ）。